# Amorphophallus abyssinicus
Amorphophallus abyssinicus är en kallaväxtart som först beskrevs av Achille Richard, och fick sitt nu gällande namn av Nicholas Edward Brown. Amorphophallus abyssinicus ingår i släktet Amorphophallus och familjen kallaväxter.

## Underarter
Arten delas in i följande underarter:
- A. a. abyssinicus
- A. a. akeassii
- A. a. unyikae